# Eugene Ely
Pour les articles homonymes, voir Ely (homonymie).
Eugene Burton Ely (21 octobre 1886 - 19 octobre 1911) était un pionnier de l'aviation américain, titulaire en octobre 1910 d'une licence fédérale de pilotage.

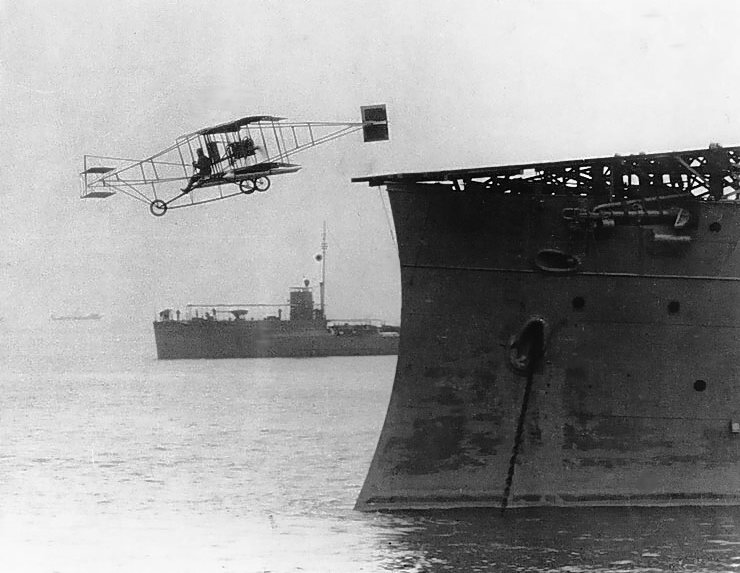
Ely décolle de l'USS Birmingham, le 14 novembre 1910.

Il est célèbre pour avoir effectué le premier décollage d'un avion à partir d'un bateau (14 novembre 1910, USS Birmingham (CL-2)) et le premier appontage (19 janvier 1911, USS Pennsylvania (ACR-4)).

## Biographie
Il nait à Williamsburg (Iowa) et grandit dans la ferme familiale, et obtient en 1904 un diplôme de l'Université de l'Iowa. Il déménage alors à San Francisco, où il occupe un poste de vendeur puis s'active dans le milieu émergeant de la course automobile.
En 1910, alors qu'il travaille à Portland dans l'Oregon comme mécanicien pour E. Henry Wemme, celui-ci fait l'achat d'un biplan Curtiss. Alors que Wemme se juge incapable de faire fonctionner le biplan, Ely propose d'effectuer le vol, convaincu que de piloter un avion est aussi aisé que de conduire une automobile. Sa tentative échoua, et se sentant coupable d'avoir détruit l'avion de Wemme, il lui rachète.
Plusieurs mois plus tard, l'avion a été réparé, et Ely effectue de nombreux vols dans sa région. À Winnipeg, il participe à une démonstration aérienne, et bientôt rencontre Curtiss lui-même à Minneapolis, pour lequel il travaillera comme pilote d'exhibition.

## Deux premières mondiales

### Décollage
Le 14 novembre 1910, avec le concours de la Navy, et notamment le captain Chambers, Eugene Ely réussit le premier décollage d'un avion depuis un bateau. Son avion était un Curtiss modèle D, Albany Flyer, qui avait précédemment été utilisé par Glenn Curtiss lui-même en mai 1910 lors de son vol célèbre d'Albany à New York. Ely s'élance à 15 heures 16 minutes d'une plateforme longue de 25,30 mètres et large de 7,30 mètres érigée à l'avant du croiseur léger USS Birmingham (CL-2) mouillé devant Norfolk, Virginie. Avant le départ, la roue avant de l'avion se trouve à seulement 11 mètres du bord extrême de la plateforme. Arrivé au bout de la rampe, l'avion perd de l'altitude et les roues, les flotteurs et l'extrémité des pales d'hélice touchèrent l'eau. L'hélice endommagée provoqua des vibrations, mais Ely conserva le contrôle de l'appareil. Il se dirigea prudemment vers la terre ferme la plus proche. Il atterrit sain et sauf sur une plage à Willoughby Spit.

### Appontage
Deux mois plus tard, le 19 janvier 1911, Ely pose son avion, un Curtis modèle D IV de l'armée, sur le USS Pennsylvania (ACR-4), dans la Baie de San Francisco, en employant pour la première fois la crosse d'appontage inventée par Hugh Robinson. Une plate-forme en bois longue de 36,60 mètres et large de 10 mètres avait été construite au-dessus de la poupe et de la tourelle arrière du croiseur. L'arrière de cette plate-forme était incliné. Des toiles étaient tendues à l'avant et sur les bords, masquant les superstructures et agissant comme un filet de sécurité. Le dispositif d'arrêt de l'avion était constitué de 22 câbles transversaux tendus entre des sacs de sable de 22 kg. Des madriers maintenaient les câbles légèrement au-dessus du pont, afin qu'ils puissent être accrochés par trois petits crochets placés entre les roues. L'appareil était muni de flotteurs sous les ailes inférieures. Par mesure de sécurité supplémentaire, Ely portait un casque de football américain et avait enroulé autour de son corps deux chambres à air de bicyclette, afin de flotter s'il tombait à l'eau. Des canots de sauvetage et une équipe de nageurs se tenaient prêts à le secourir. Malgré de mauvaises conditions météorologiques, Ely décolla de la base militaire Presidio de San Francisco et mit le cap sur le USS Pensylvannia. Au moment de l'appontage, le vent arrière tourna et vint de côté. Se présentant à la vitesse de 65 km/h, Ely cabra l'appareil pour perdre encore de la vitesse et accrocha le douzième câble et les suivants, et s'immobilisa à 15 mètres de la superstructure qui se dressait devant lui. Trois quarts d'heures plus tard, l'équipage avait fait pivoter l'appareil face à l'arrière. Ely redécolla de la plate-forme et regagna la terre ferme sans problème.

## Décès et postérité
Ely continua de faire des vols de démonstration. Le 19 octobre 1911, en pleine démonstration à Macon, en Géorgie, son avion s'écrasa, et Ely fut tué.
À titre posthume, on lui remit en 1933 la Distinguished Flying Cross pour services rendus envers l'aviation maritime.
Curieusement, la ville de Macon est associée à un autre drame de la conquête de l'air : son nom fut donné à un dirigeable de la marine américaine, le USS Macon, qui s'écrasa en mer le 12 février 1935, tuant deux membres d'équipage.
Parmi les témoins de la mort d'Eugene Ely se trouvait un enfant, Robert Lee Scott, Jr., qui deviendra aussi un grand aviateur, colonel dans l'United States Army Air Forces durant la Seconde Guerre mondiale.

## Sources
- Fiche biographique d'Eugene Ely, sur Aero-mondo.fr